# Knapptjärnen (Floda socken, Dalarna)
Knapptjärnen är en sjö i Gagnefs kommun i Dalarna och ingår i Dalälvens huvudavrinningsområde. Utloppet utgörs av en liten bäck, som via några blötmyrar rinner ut i Jäven.